# بالینیکور
بالینیکور (به فرانسوی: Balignicourt) یک کمون (فرانسه) در فرانسه است که در canton of Chavanges واقع شده‌است. بالینیکور ۱۳٫۰۶ کیلومتر مربع مساحت دارد ۱۱۱ متر بالاتر از سطح دریا واقع شده‌است.